# Bernd-Ulrich Hergemöller
Bernd-Ulrich Ludwig Hergemöller (Münster, 10 de noviembre de 1950-Münster, 14 de octubre de 2023) fue un historiador alemán, catedrático de historia medieval en la Universidad de Hamburgo (desde 1996)

## Biografía
Estudió teología católica, filosofía e historia y se doctoró en 1978 sobre la Bula de Oro del emperador Carlos IV de Luxemburgo. En 1984 se convirtió en catedrático con un trabajo sobre los "Pfaffenkriege" (guerras de los curas) en el área de influencia de la Hansa en el Alto Medioevo. Posteriormente sería docente en Münster y de 1992 a 1996 profesor en la Ruhr-Universität Bochum.
Desde 1996 tiene una plaza como profesor en el área de Medievalística en la facultad de Filosofía e Historia de la universidad de Hamburgo.
En total, Hergemöller ha publicado unos trescientos libros y artículos. Sus principales investigaciones se encuentran en el área de la historia social urbana, bajo la óptica de los grupos marginales. Además, Hergemöller ha traducido incontables fuentes para el estudio de la historia de la homosexualidad masculina en las ciudades medievales (Colonia, Münster, Venecia, Augsburgo, Basilea, etc.).
Hergemöller fue concejal de la ciudad de Münster (1984-1987) y era miembro de la comisión histórica de Mecklemburgo.

## Obra
- Randgruppen der spätmittelalterlichen Gesellschaft, ein Hand- und Studienbuch, Warendorf 1994, Neue = 3. Aufl. 2001, ISBN 3-925522-20-4

- Mann für Mann, Biographisches Lexikon zur Geschichte von Freundesliebe und männlicher Sexualität im deutschen Sprachraum, Hamburg 1998, ISBN 3-928983-65-2

- Sodom und Gomorrha: Zur Alltagswirklichkeit und Verfolgung Homosexueller im Mittelalter, 2., überarbeitete und ergänzte Auflage. Hamburg 2000, Neuausg. Hamburg: MännerschwarmSkript-Verl., ISBN 3-928983-81-4